# Michel Delprat
Pour les articles homonymes, voir Delprat.
Michel Delprat (25 avril 1931 - 9 novembre 2008) est un homme politique français.

## Mandats
- 1978-1981 : député de la deuxième circonscription de l'Yonne.
- 1992-2004 : conseiller régional de l'Yonne.
- 1975-2008 : conseiller général de l'Yonne, élu dans le canton de Cruzy-le-Châtel[2].